# Bangia
Bangia predstavlja rod crvenih algi koja naseljava slane i slatke vode. Pripadnike ovog roda karakteriše končast, negranat talus malih dimenzija koji brzo raste i ima veliki reproduktivni potencijal. Kao i ostale , hloroplasti Bangia sadrže hlorofil a i ponekad hlorofil d, kao i pomoćne pigmente kao što su fikobilini i ksantofili. U zavisnosti od količinskog odnosa ovih pigmenata boja algi može biti zelena, crvena, ljubičast ili siva. Međutim, crvena boja je najčešća jer pigment fikoeritrin uglavnom preovlađuje.

## Građa
je crvena alga koja je donjim delom talusa pričvršćena za podlogu. Rizoidalne strukture se razvijaju iz većeg broja bezbojnih bazalnih ćelija. Na bazalne ćelije se nadovezuju konci vegatitivnih ćelija. Konci su cilindrični i sastoje se od jednog niza ćelija pri bazalnom delu a više nizova pri vrhu talusa kao posledica uzdužnih deoba vegetativnih ćelija. Ćelije u uronjene u želatinozni matriks, sadrže zvezdasti hloroplast i izražen pirenoid.

## Rasprostranjenost
Može naseljavati i slane i slatke vode. Često formira skupine ili podvodne livade. Mogu naseljavati i veće dubine, sve do maksimalnih dubina koje naseljavaju bentosne alge generalno. Uglavnom su pričvršćeni za čvrstu podlogu kao što je kamen ili ljuštura nekog organizma ali mogu biti i epifitne na vaskularnim biljkama ili drugim algama.

## Razmnožavanje
Za ovaj rod je karakteristična heteromorfna smena generacija, gde je haploidna generacija dominantna. Mogu se razmnožavati seksualno i aseksualno. Aseksualno razmnožavanje monosporama je češće, polno razmnožavanje se uglavnom javlja samo tokom zime i to samo kod marinskih vrsta. Kao i kod ostalih Rhodophyta polni proces je netipična oogamija, što znači da su muški gameti nepokretni i pasivno ih nosi morska struja. Nakon oplođenja, diploidni zigot se deli i formira karposporangiju, koja nosi diploidne karpospore. Karpospore klijaju u končasti diploidni sporofit, koji se naziva konhocelis (engl. conchocelis). Konhocelis nosi konhosporangije u kojima mejozom nastaju haploidne konhospore (u svakoj sporangiji nastaje samo jedna spora). Konhospore će klijati u haploidni gametofit sa već opisanom građom.

## Povezani rodovi
Nekada se smatralo da su rodovi Bangiadulcis i Pseudobangia pripadali rodu Bangia. Međutim, otkriveno je da se ove alge razmnožavaju samo aseksualno, i da se taj način sporulativnog razmnožavanja razlikuje u odnosu na onaj zabeležen kod Bangia.

## Etimologija
Rod je dobio naziv po Nils Hofman Bangu (engl. Niels Hofman Bang), koji je opisao rod.

## Literatura
- Brodie, Juliet A., and Irvine, Linda M. Volume I Rhodophyta Part 3B Bangiophycidae. Seaweeds of the British Isles. The Natural History Museum. St. Edmundsbury Press Ltd., 2003. pp 91–92
- Butterfiled, Nicholas J; Knoll, Andrew H; Sweet, Keene. A Bangiophyte Red Alga from the Proterozoic of Arctic Canada. Science, New Series, Vol. 250, No. 4977, 1990. pp 104–107
- Fritsch, F.E. Structure and Reproduction of the Algae Volume II. Cambridge University Press 1945. pp 397–398, 415, 423-424, 431, 433-435
- Garbary, David, J; Hansen, Gayle I; Scagel, Robert F. The Marine Algae of British Columbia and Northern Washington: Division Rhodophyta (Red Algae), Class Bangiophyceae. Dept. of Botany, University of British Columbia, Vancouver, Canada. 1980. pp 139–142 and 164-165